# Stade Marchand
Le stade Marchand est un stade omnisports de 5 000 places assises situé à Brazzaville en république du Congo.

## Histoire
Inauguré en 1927 par le gouverneur général de l'AEF, Raphaël Antonetti, il est le tout premier stade du pays. Il est utilisé par le club de football congolais des Diables noirs de Brazzaville,.